# Катріна Лесканіч
Катріна Елізабет Лесканіч (нар. 10 квітня 1960 року) — американська музикантка, письменниця та колишня вокалістка британсько-американського поп-рок гурту Katrina and the Waves, чия пісня «Walking on Sunshine» стала міжнародним хітом у 1985 році, а завдяки їхній пісні «Love Shine a Light» Велика Британія виграла Євробачення 1997 року.

## Біографія
Її батько був полковником ВПС Сполучених Штатів, тому Катріна зі своїми чотирма сестрами і братом часто переїжджали в дитинстві. Сім'я переїхала до Великої Британії у 1976.

## Katrina and the Waves
Стати співачкою Катріну надихнули Motown, Stax і американський рок, а також дівочі гурти, такі як The Shangri-Las і The Shirelles. У 1983 Катріна та її тодішній хлопець Вінс де ла Круз заснували гурт з англійцями Алексом Купером і Кімберлі Рю. Перший прорив стався у 1984, коли The Bangles переспівали їхню пісню «Going Down To Liverpool». Це привернуло увагу до бенду і призвело до підписання контракту з Capitol Records.
Katrina and the Waves двічі були у студії Джонні Керсона.
Перший альбом продюсував Скотт Літт, який також був продюсером R.E.M. та Нірвани. Перший альбом, що вийшов у 1985 році, мав неабиякий успіх, а пісня «Walking on Sunshine» стала міжнародним хітом, потрапляючи у десятку найкращих в кожній країні.
Протягом 90-их років гурт записував треки досить стабільно, хоча вони були доступні лише у континентальній Європі та Канаді. Також вони записали пісню «We Gotta Get Out of This Place» з Еріком Бердоном для серіалу «China Beach».
У 1997 році гурт переміг на Євробаченні із піснею «Love Shine a Light», набравши рекордну кількість балів.
Katrina and the Waves розпались 1999 року.

## Сольна кар'єра
Перший сольний альбом Катріна записала у 2005 році.
У липні 2010-ого Лесканіч записала The Live Album з нагоди 25-тиліття «Walking on Sunshine». Альбом містить живу і блюзову версію пісні.
У вересні 2010-ого Катріна перевипустила свій альбом Turn The Tide, додавши 2 бонусних треки, а в травні 2011-ого- EP Spititualize.
Другий сольний альбом Blisland було випущено у 2014 році. Сама співачка прокоментувала це так: «Мені хотілося записати альбом, який відображав мою любов до всіх жанрів музики, на яких я виросла, слухаючи: від Пітера Фрамптона Live (sic) до» Нейл Янг Гарвест ". Я закохалася в Південний Захід Англії; прекрасні пляжі нагадували мені Каліфорнію, і маленьке село під назвою Blisland не тільки мало фантастичний маленький паб, але й дало мені ідеальну назву для мого нового альбому ".
2017 — в липні та серпні гастролювала у США на ретро-турі Retro Futura та випустила свій перший компіляційний альбом The Very Best of Katrina. У листопаді 2017 року Катріна взяла участь у програмі BBC Children in Need Rocks 80-х років.
У 2018 році Катріна випустила новий сингл «I Can't Give You Anything but Love».

## Інші роботи
Книга Peggy Lee Loves London — My London Guide (2013)- фотодовідник Лондоном. 2018- Metropoodle — My London Guide & Metropoodle — My Cornwall Guide на Amazon Kindle.

## Особисте життя
Катріна Лесканіч є лесбійкою.

## Дискографія

### Соло

#### Сингли
- They Don't Know digital release, 2006
- They Don't Know Club Mixes — Katrina vs Sleazesisters digital release, 2008
- «Sun Coming Upper» digital release, березень 2015

#### Сольні альбоми
- Turn The Tide Limited release 2004
- Katrina Leskanich released, 2006 — Universal Distribution
- THE LIVE ALBUM digital release July 2010
- Turn The Tide digital re-release з бонусними треками, вересень 2010
- Spiritualize digital release, травень 2011
- «Blisland» digital release, 19.08.2014

### Компіляції
- We Gotta Get out of This Place з Еріком Бердоном — China Beach 1989 SBK
- Ride of Your Life — Return to the Centre of the Earth (Рік Вейкман) 1999 EMI
- Scar — This Is Not Retro — This Is the Eighties Up to Date 2005
- They Don't Know — Gylne tider 2 2007 Sony BMG
- Hitsville UK — The Sandinista Project 2007 3:59 Records
- Walking on Sunshine (жива і студійна версії) — Countdown Spectacular 2 (2007) Liberation Blue Records (Australian-only release)

### Бек-вокал
- Don't Follow Me — Ханой Рокс 1983
- Torn — Наталі Імбрулія 1997
- I Quit — Hepburn 1998
- Guest вокал в «Ride of Your Life» з Return to the Centre of the Earth — Рік Вейкман 1999
- Help Me Help You — Холлі Веленс 2003

### Katrina and The Waves

#### Альбоми
- The Bible of Bop (Кімберлі Рю) 1982 Armageddon Records
- Shock Horror 1982 (The Waves) Aftermath Records
- Walking on Sunshine 1983 Attic Records
- The 2nd LP 1984 Attic Records
- Katrina & The Waves 1985 Capitol Records
- Waves 1986 Capitol Records
- Break of Hearts 1989 SBK Records
- Pet the Tiger 1991 Virgin Germany
- Edge of the Land 1993 Polydor
- Turnaround 1994 Polydor
- Roses 1995 Polydor
- Walk on Water 1997 Warner Music

#### Найкращі з альбомів
- The Best Of 1991 Attic Records
- Anthology 1995 One Way Records
- KATW/Waves 1996 BGO Records
- Premium Gold Collection 1997 EMI
- Greatest Hits of 1997 EMI
- Walking on Sunshine 1997 Polygram Records
- The Original Recordings 2003 BongoBeat Records

#### Сингли
- «The Nightmare» 1982 (The Waves) Armagedon Records
- «Brown Eyed Son» 1982 (The Waves) Albion Records
- «Plastic Man» 1984 Silvertown Records
- «Walking on Sunshine» 1985 Capitol Records
- «Red Wine & Whisky» 1985 Capitol Records
- «Do You Want Crying?» 1985 Capitol Records
- «Que Te Quiero 1985» Capitol Records
- «Mexico» 1985 Capitol Records
- «Is That It» 1986 Capitol Records
- «Tears For Me» 1986 Capitol Records
- «Lovely Lindsey» 1986 Capitol Records
- «Sun Street» 1986 Capitol Records
- «That's The Way» 1989 SBK Records
- «Rock 'n' Roll Girl» 1989 SBK Records
- «We Gotta Get out of This Place» 1989 SBK Records
- «Pet the Tiger» 1991 Virgin Records
- «Tears of a Woman» 1991 Virgin Records
- «Birkenhead Garbage Pickers» 1992 Virgin Records
- «I'm in Deep» 1993 Polydor
- «Cookin'» 1994 Polydor
- «The Street Where You Live» 1995 Polydor
- «Honey Lamb» 1995 Polydor
- «Turnaround» 1995 Polydor
- «Walking Where the Roses Grow» 1995 Polydor
- «Brown Eyed Son» 1997 Top Line records
- «Love Shine a Light» 1997 Warner Music
- «Walk on Water» 1997 Warner Music